# Camarès
Camarès är en kommun i departementet Aveyron i regionen Occitanien i södra Frankrike. Kommunen ligger  i kantonen Camarès som ligger i arrondissementet Millau. År 2022 hade Camarès 1 028 invånare.

## Befolkningsutveckling
Antalet invånare i kommunen Camarès
Referens: INSEE